# Le Sixième Doigt
Pour plus de détails, voir Fiche technique et Distribution.
Le Sixième Doigt est un film franco-ivoirien d'Henri Duparc sorti en 1990.

## Synopsis
En 1956, avant l'Indépendance africaine, dans un petit village où cohabitent traditions, colonialisme, guérisseurs et médecine, la vie s'écoule dans une ambiance faite de politique, d'amour, de sexe et d'alcool. Kwao est un ancien combattant qui, après les déboires d'un mariage avec une femme blanche, attend depuis dix ans avec sa seconde femme, Ya, un heureux événement. Mais le bébé naît avec 6 doigts à chaque main. La tradition veut qu'on le sacrifie. Kwao et sa famille quittent le village... 

## Fiche technique
- Réalisation : Henri Duparc
- Chef opérateur : Bernard Déchet
- Scénario : Henri Duparc
- Année : 1990
- Sociétés de productions : Pathé Cinéma, PCC (Promotion Cinéma Communication), PXP Productions, S.G.G.C. (Société Générale de Gestion Cinématographique)
- Date : 26 septembre 1990
- Pays de production :  France
- Origine :  France,  Côte d'Ivoire

## Distribution
- Jean Carmet
- Patrick Chesnais
- Christine Pascal
- Bamba Bakary
- Naky Sy Savane
- Catherine Lachens